# Fondue au fromage
Pour les articles homonymes, voir Fondue.
La fondue au fromage est un plat chaud ou tiède composé d'un ou plusieurs fromages fondus (tels le gruyère et le vacherin fribourgeois), rendu plus liquide par l'ajout de vin blanc (parfois remplacé par de l'eau, du cidre ou de la bière) et consommé le plus souvent avec du pain que l'on trempe dans le mélange. Principal plat national de Suisse d'où il est originaire, on le retrouve également en Savoie et en Franche-Comté (avec du beaufort ou du comté) et dans le Val d'Aoste et le Piémont (avec de la fontine).

## Histoire
Les premières traces de recette à base de fromage fondu remontent à l'Antiquité : l'aède Homère, dans son récit l'Iliade, décrit un mets composé de fromage de chèvre râpé fondu, mêlé de vin, et de farine blanche. C'est une sorte de breuvage, qui ressemble à une fondue au vin.
En Suisse, avant le XIXe siècle, le fromage n'était consommé que dans les Alpes et les Préalpes. Dans les régions de plaines, la culture céréalière prédominait, et seuls les riches citadins et quelques paysans aisés consommaient du fromage à pâte dure. À l'apparition des fromageries villageoises, les agriculteurs ont commencé à y livrer tout leur lait. Ainsi, à partir de la seconde moitié du XIXe siècle, le fromage se popularisa dans tous les milieux. La fondue s'est popularisée depuis les années 1950.
En 1699, un manuscrit zurichois édité par Albert Hauser et intitulé Pour cuire le fromage avec du vin, décrit une recette qui ressemble à la fondue au fromage d'aujourd'hui. La recette actuelle de fondue au fromage est pour la première fois décrite dans un livre de cuisine de l'École ménagère de Zurich en 1885. Les fondues sous leurs formes actuelles, avec du fromage et du vin, datent d'avant 1885 et ne sont pas d'origine alpine mais citadine.
Une recette différente d'un plat également appelé « fondue » existait auparavant. En effet, Jean Anthelme Brillat-Savarin traite assez longuement de la fondue, à plusieurs reprises, dans son ouvrage, Physiologie du goût. Il y précise que « la fondue est originaire de la Suisse » et la qualifie (déjà en 1825) de « mets antique ». Il y rapporte une anecdote qu'il situe « vers la fin du XVIIe siècle », lorsque « un M. de Madot fut nommé à l'évêché de Belley », et qu'on avait préparé pour lui, à cette occasion, un festin : « Parmi les entremets brillait une ample fondue, dont le prélat se servit copieusement » (il doit donc plutôt s'agir de l'année 1705).
Brillat-Savarin relate également un repas préparé par lui « à dix heures, heure militaire », pour des amis à Paris, en 1801, où après des rognons et une caisse de foie gras aux truffes, il servit une fondue. Il donne finalement une recette, qui est différente des recettes modernes, qu'il a « extraite des papiers de M. Trolliet », probablement banneret, à Moudon, dans le pays de Vaud.

## Présentation
À table, la fondue se présente dans un caquelon (sorte de casserole émaillée, en fonte ou en terre cuite), dans lequel chaque convive trempe son morceau de pain, à l’aide d’une fourchette particulière, à trois dents (il en existe aussi avec deux dents, mais ces dernières sont réservées à la fondue bourguignonne ou chinoise). Le caquelon repose sur un support métallique (traditionnellement en fer forgé), à la base duquel se trouve la source de chaleur (réchaud ou bougies, source de chaleur idéale pour la fondue fribourgeoise, au vacherin, qui se mange tiède) qui maintient la fondue à température désirée tout au long du repas.

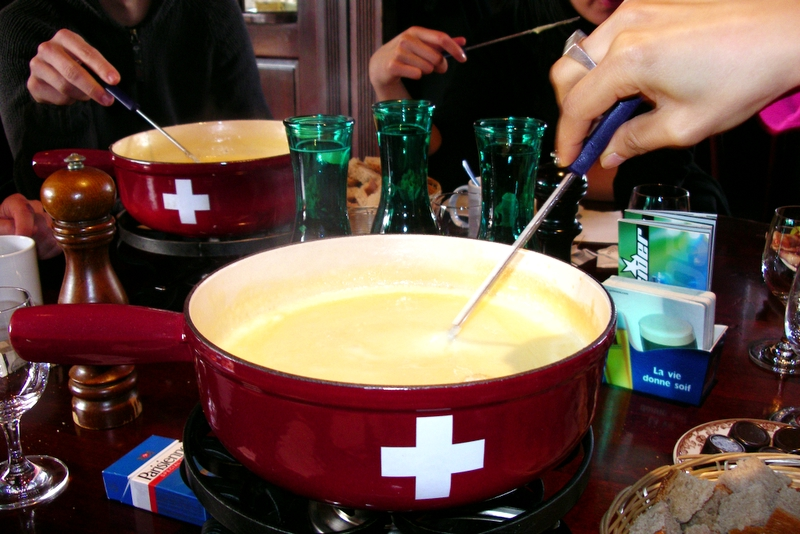
Caquelon de fondue au fromage sur son réchaud.
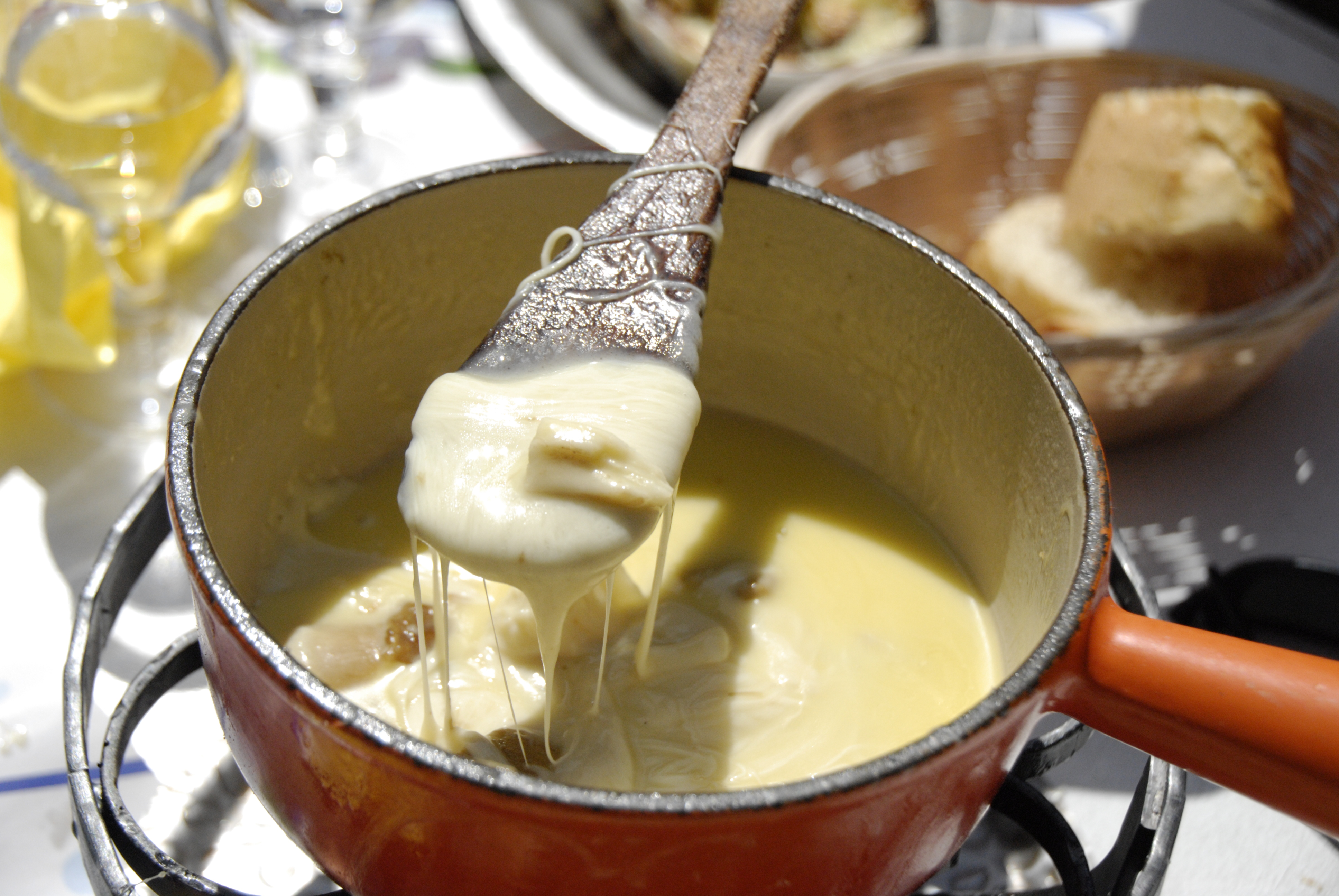
Fondue savoyarde.
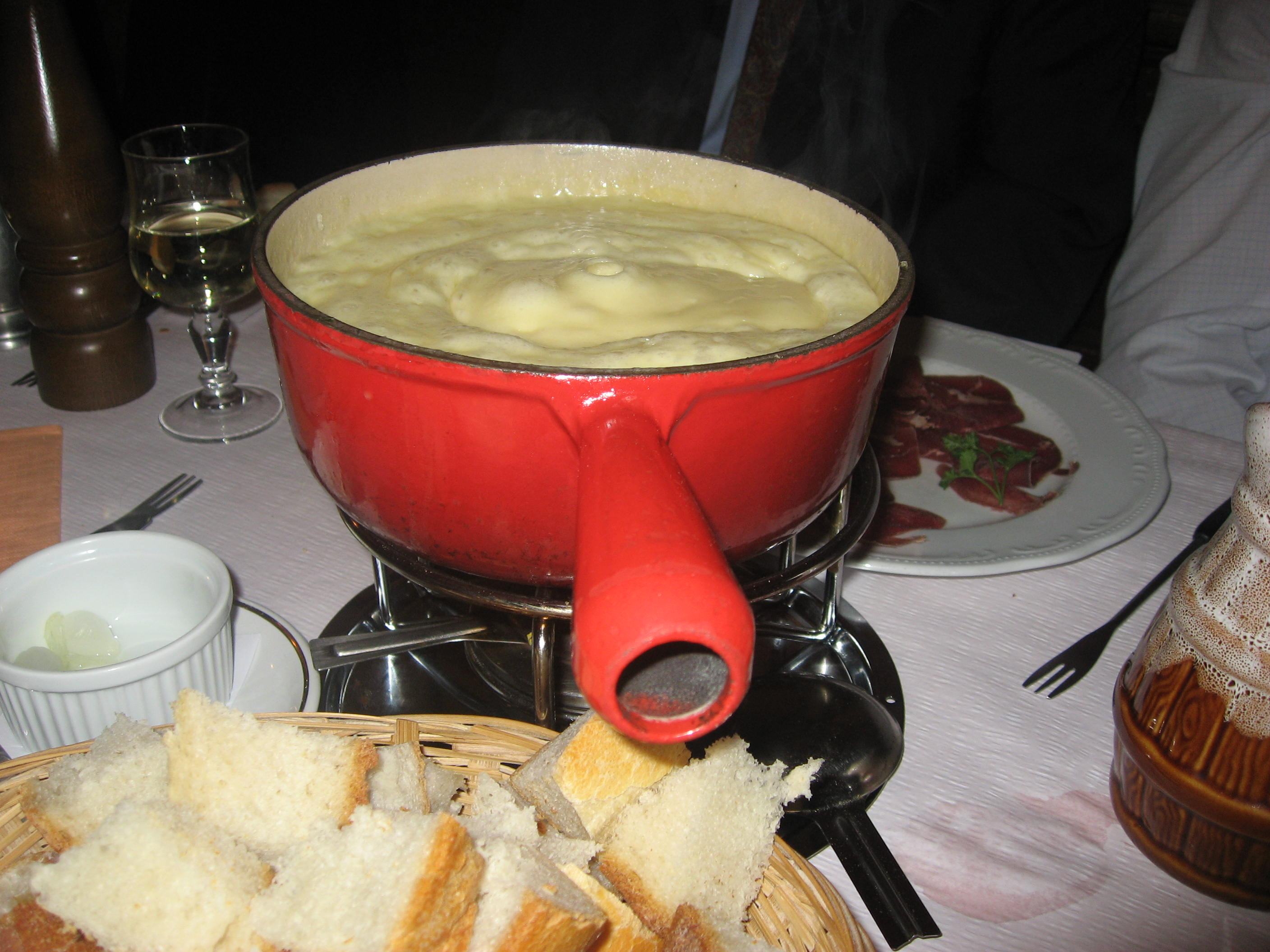
Fondue moitié-moitié.
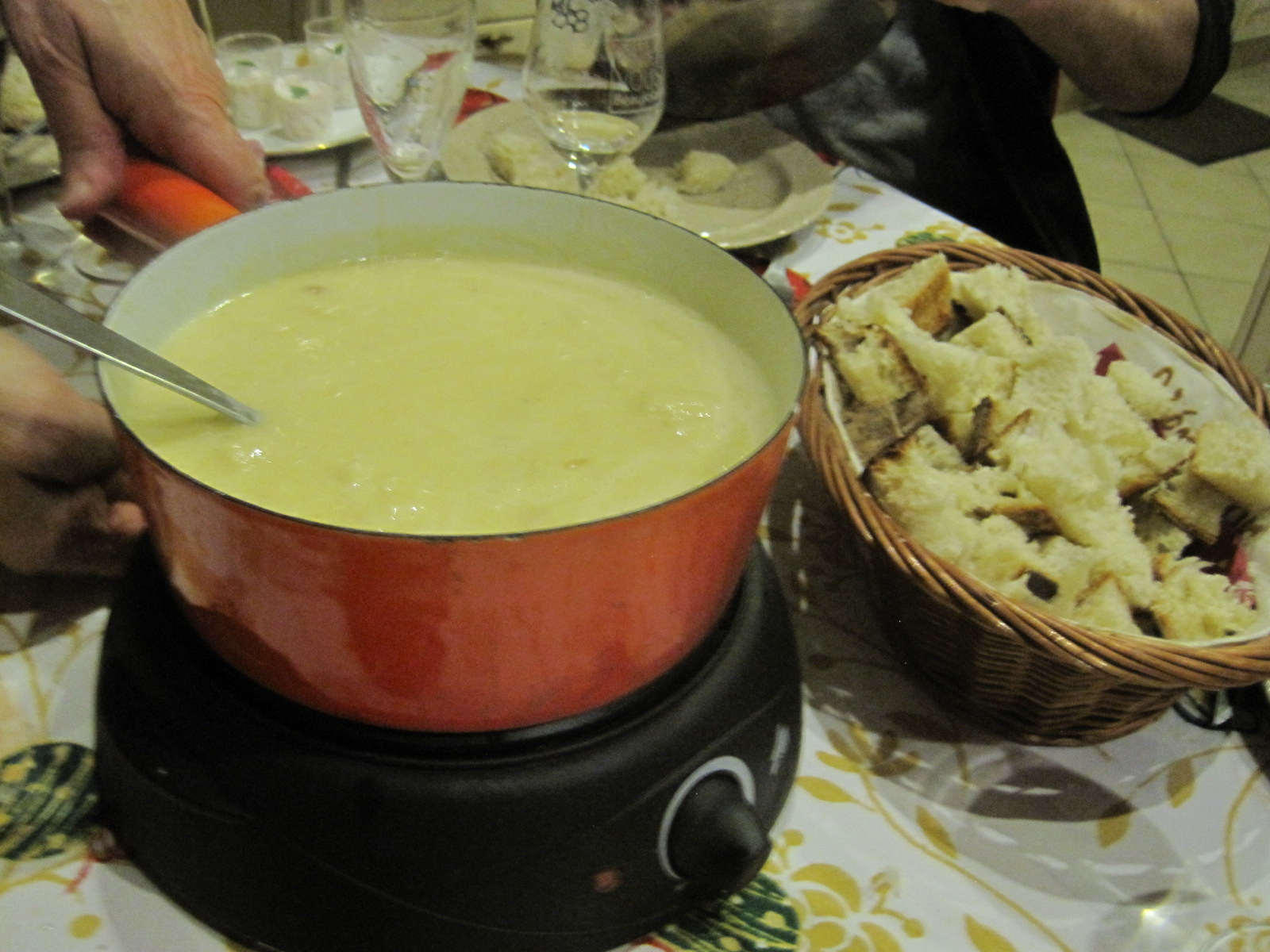
Fondue franc-comtoise au vin du Jura et au comté.

Pour déguster la fondue, on dispose d’une fourchette très allongée dont le manche est rond. On y pique un morceau de pain, qu’on trempe ensuite dans le fromage fondu en remuant en cercle ou en huit. En ressortant la fourchette du caquelon, on lui imprime un mouvement rotatif continuel afin de ne pas faire tomber de fromage hors du caquelon ; lorsque la température est jugée idéale, on peut mettre en bouche le morceau enduit de fromage et en apprécier toute sa saveur. Pour certaines spécialités cantonalesfondue fribourgeoise, ou valaisanne (à la tomate), le fromage est versé à l'aide d'une petite louche directement sur des pommes de terres dans l'assiette des convives.
En règle générale, les fromagers vendent des mélanges déjà prêts, ce qui évite le difficile choix des fromages pour les non-spécialistes. En Suisse, on trouve ces mélanges de fromage dans les supermarchés, ou même dans des distributeurs automatiques en gare ferroviaire.

## Préparation
La fondue au fromage consiste en un mélange de fromages, de vin et d'assaisonnement, bien qu'il existe de nombreuses variantes, comme l'utilisation de bière plutôt que de vin. Dans le cas de la fondue fribourgeoise, de l'eau est utilisée à la place du vin.
Traditionnellement, le caquelon est frotté avec une gousse d'ail coupée, le vin blanc est ajouté et chauffé avec de la fécule de maïs, puis le fromage râpé est ajouté et remué doucement jusqu'à ce qu'il soit fondu, bien qu'en pratique tous les ingrédients puissent être combinés et chauffés ensemble en même temps. On ajoute souvent un peu de kirsch. La fondue est très facile à préparer, même en grande quantité. La fécule de maïs ou autre amidon stabilise et épaissit le mélange. On peut ajouter du vin si la fondue est trop épaisse ; son acide et son éthanol diminuent la viscosité de la fondue. Une fondue peut cailler si les protéines se séparent de la graisse, ce qui est généralement le résultat d'un manque de liquide dans le mélange et d'un mélange insuffisamment acide, c'est pourquoi on ajoute parfois du jus de citron. De la fécule de maïs peut être ajoutée afin d'améliorer la consistance, notamment si trop de vin a été versé et que la fondue est un peu trop liquide.
Lorsque la fondue est terminée, il peut rester un résidu de fromage grillé au fond du caquelon, appelé « religieuse », que l'on détache avec une fourchette, parfois difficilement.

## Différentes variétés
Il existe différentes variétés régionales de fondues. Les différences portent sur les fromages utilisés, chaque région utilisant son fromage. En Savoie, elle a été mise à la mode dans les années 1950 pour devenir un classique du tourisme régional.
En Suisse on dénombre parmi les recettes originales de fondue un mélange Vacherin et Gruyère pour le canton de Fribourg, un mélange Sbrinz, Gruyère et Emmental pour la Suisse centrale, un mélange Gruyère et Appenzeller pour le canton de Glaris et un mélange Tilsit et Appenzeller pour la Suisse orientale.

### Principales fondues suisses
| Fondue           | Composition en fromages                                            |
| ---------------- | ------------------------------------------------------------------ |
| Moitié-moitié    | 1/2 gruyère et 1/2 vacherin                                        |
| Fribourgeoise    | 100 % vacherin fribourgeois,                                       |
| Appenzelloise    | 100 % appenzeller                                                  |
| Appenzelloise    | 1/2 appenzeller et 1/2 gruyère                                     |
| Neuchâteloise    | 1/2 gruyère et 1/2 emmental                                        |
| Suisse centrale  | 1/3 gruyère, 1/3 emmental et 1/3 sbrinz                            |
| Glaronnaise      | 2/3 appenzeller, 1/3 gruyère et un peu de schabziger               |
| Valaisanne       | 1/2 gruyère, 1/4 vacherin et 1/4 raclette AOC                      |
| Bernoise         | 1/2 emmental et 1/2 comté                                          |
| Suisse orientale | 1/2 appenzeller, 1/2 tilsit, avec du cidre à la place du vin blanc |

### Principales fondues françaises
| Fondue         | Composition en fromages                                |
| -------------- | ------------------------------------------------------ |
| Savoyarde      | moitié emmental de Savoie, moitié beaufort et/ou comté |
| Savoyarde      | 40% beaufort, 40% abondance et 20% emmental de Savoie  |
| Franc-comtoise | 100 % comté                                            |

### Autres fondues françaises
- Fondues au fromage :
  - fondu creusois ;
  - fondue normande : camembert, pont-l'évêque, livarot, crème, lait, calvados, échalote[21] ;
  - Mont d'Or chaud : Vacherin Mont-d'Or ;
  - Ramequin du Bugey.

### Fondues italiennes
- Fonduta valdostana (fondue valdotaine) : fontina[24],[21] ;
- Fonduta piemontese (fondue piémontaise) : fontina[25],[21].

## Accord mets/boissons
- Kirsch
- Thé
- Vins blancs suisses : Vully, vins neuchâtelois, vaudois (Chardonne, Mont-sur-Rolle, Saint-Saphorin, Yvorne ou Aigle) ou valaisans (Arvine ou le traditionnel Fendant), ou plus doux, par exemple un vin de Johannisberg.
- Vins blancs français : du Jura, d'Alsace (blancs secs tels que riesling ou pinot blanc) ou de Savoie (apremont, abymes ou ayze).

## Gages
Il était d'usage en Suisse romande de faire payer le vin à quiconque laisse échapper son morceau de pain dans la fondue.
Dans la bande dessinée Astérix chez les Helvètes, la vision française de cet usage est reprise humoristiquement où l'on voit des Romains, lors d'une orgie de fondue, imposer des gages particulièrement sévères (bâton, fouet, ou plongeon dans le lac) quand l'un d'entre eux y fait tomber son morceau de pain.